# ドン・レッツ
ドン・レッツ（Don Letts、1956年1月10日（69歳） - ）はイギリスの映画監督、ミュージシャン。ロキシー等のクラブDJとしてパンク・ロックとレゲエを融合させた人物とされている。

## 来歴
イングランド、ロンドンに生誕。1975年にはロンドンの流行衣料品店“アクメ・アトラクションズ (Acme Attractions)”を経営した。そこでは鋼青色のズート・スーツやジュークボックスが売られ、ダブ・レゲエが一日中鳴り響いていた。レッツは両親の出身地・ジャマイカからの音楽、特にボブ・マーリーの影響を強く受けていた。1976年6月のハマースミス・オデオンでのマーリーのギグを見た後、マーリーと語り明かし、友達になるためにホテルに忍び込むのに成功した。1970年代半ば、アクメはザ・クラッシュ、セックス・ピストルズ、クリッシー・ハインド、パティ・スミス、デボラ・ハリー、そしてボブ・マーリー等を引き付ける状況を持っていた。
アクメの盛況を見たアンディ・チェゾウスキはイングランドのパンク発生期のナイトクラブ「ロキシー」をロンドンで始めた。人々は店からレッツが最初のDJをつとめるパーティー会場へと移動できた。当時の数少ないバンドはまだレコーディングをしておらず、かけられるパンク・ロックのレコードは限られていた。そのかわりにレッツはダブ、レゲエのレコードを多くセットに取り入れ、これらをロンドン・パンク・シーンに紹介した。これはクラッシュや他のバンドに影響を与えた。この賛辞として彼の写真がアルバム『スーパー・ブラック・マーケット・クラッシュ』に使用された。彼はこの名声やDJ、アクメの収入により、最初の映画『ザ・パンク・ロック・ムーヴィー』を撮ることができた。この映画は初期イギリスパンク・ロックムーヴメントの証拠となっている。
レッツは店をやめスリッツのマネージメントをはじめた。彼はスリッツをザ・クラッシュのホワイト・ライオット・ツアーの前座に起用させることに成功した。このツアーの最中に彼はマネージメントには向いていないと気付いたが、『ザ・パンク・ロック・ムーヴィー』のための素材は撮り続けた。
レッツはピストルズが解散し、ジョニー・ロットンがマスコミを避けるためリチャード・ブランソンとジャマイカにシーン確認に行った時に、はじめてジャマイカを訪れた。この旅でブランソンはヴァージンに“フロントライン・レゲエ・レーベル”を立ち上げることを閃いた。

### 音楽
1978年にEP『スティール・レッグ・v・ジ・エレクトリック・ドレッド』をキース・レヴィン、ジャー・ウォブル、スティール・レッグと録音。ミック・ジョーンズのザ・クラッシュ解雇後、彼とビッグ・オーディオ・ダイナマイトを1984年に結成。2007年4月1日現在、レッツはBBCラジオ6ミュージックで毎週土曜日23:00-00:00の番組を持っている。

### 書籍
2006年に自伝を出版した。
- ドン・レッツ; デヴィッド・ノバクート (2008) [2007-01-22]. Culture Clash: Dread Meets Punk Rockers (第3版 ed.). ロンドン: SAF Publishing. ISBN 0946719993

### 映画
最初の映画『ザ・パンク・ロック・ムーヴィー』(1978)から始まり、レッツは複数のバンドのドキュメンタリーやミュージック・ヴィデオに手を広げた。1997年になってはじめて、自身初の監督映画『ダンスホール・クイーン』撮影のため両親の出生地ジャマイカを訪れた。2001年9月11日のアメリカ同時多発テロ事件が起きた時には、パンクの歴史映画の制作でニューヨークにいた。彼の映画『ウェストウェイ・トゥ・ザ・ワールド』は2003年のグラミー賞を獲得した。

#### 監督作品
- ソウル・ブリタニア (2007)
- ロック・イット・トゥ・リオ: フランツ・フェルディナンド (2006)
- テイルズ・オブ・ドクター・ファンケンシュタイン: ジョージ・クリントン (2006)
- メーキング・オブ・オール・モッド・コンズ: ザ・ジャム (2006)
- ブラザー・フロム・アナザー・プラネット: サン・ラ (2005)
- ザ・リヴォリューション・ウィル・ノット・ビー・テレヴァイズド: （ギル・スコット・ヘロン） 2005
- ヴェリー・ベスト・オブ・エルヴィス・コステロ (2005) (V)
- パンク:アティテュード (2005) (TV)
- メーキング・オブ・ロンドン・コーリング: The Last Testament (2004) (V)
- ワン・ラヴ (2003)
- エッセンシャル・クラッシュ (2003) (V)
- ザ・プリテンダーズ: グレイテスト・ヒッツ・ビデオ (2000) (V) （「チェイン・ギャング」）
- ザ・クラッシュ: ウェストウェイ・トゥ・ザ・ワールド (2000) (V)
- ダンスホール・クイーン (1997)
- ダンシング・イン・ザ・ストリート:プラネット・ロック (1997) (TV)
- ザ・プリテンダーズ: グレイト・プリテンダーズ (1988) (V) （「チェイン・ギャング」）
- ザ・パンク・ロック・ムーヴィー (1978)